# لوردية خرونينجن
لوردية خرونينجن (بالهولندية: Heerlijkheid Groningen)‏ كانت لودرية تحت حكم هابسبورغ بين 1536 و1594، مما هي الآن مقاطعة خرونينغن.